# Этуотер, Барри
Барри Этуотер (англ. Barry Atwater; 16 мая 1918, Денвер — 24 мая 1978, Лос-Анджелес, Калифорния) — американский характерный актёр телевидения, менее известен как актёр театра и кино.

## Биография
Гарретт Этуотер родился 16 мая 1918 года в городе Денвер (штат Колорадо, США). Его отца звали Барри Этуотер (1892—1956), он был художником-пейзажистом. С 1948 по 1952 год преподавал технику звукозаписи и микширования на кафедре звука в Калифорнийском университете. Начал сниматься в кино и на телевидении (в основном) с 1954 года, взяв себе актёрский псевдоним Барри Этуотер в честь отца. Этуотер был высоким (188 см), жилистым, суровым типажом, поэтому его часто приглашали на роли полицейских и военных.
Актёр практиковал дзэн. Этуотер любил котов, и однажды это привело к ограблению его дома. В октябре 1956 года к нему пробрались грабители, использовавшие для проникновения «кошачью дверку». Они украли несколько сотен долларов, одежду, ювелирные украшения, часы-радио и магнитофон.
Последние годы Этуотер страдал от неоперабельного рака, и скончался от инсульта, развившегося на его фоне, 24 мая 1978 года в Лос-Анджелесе (штат Калифорния) спустя восемь дней после своего 60-летнего юбилея.

## Работы в театре
- 1964 — Вольпоне / Volpone[7]
- 1965 — Разочарованный / The Disenchanted[8]
- 1966 — Крошечная Алиса[англ.] / Tiny Alice[9]
- 1968 — Лёгкая боль[англ.] / A Slight Ache (выступил режиссёром и сыграл одну из ролей)[10]

## Избранная фильмография
За свою карьеру длиной 24 года (1954—1978) Барри Этуотер снялся более чем в 110 фильмах и сериалах.

### Актёр телевидения
- 1955 — Кавалькада Америки[англ.] / Cavalcade of America — Чет МакКлири (в эпизоде Postmark: Danger)
- 1955—1956 — Вы там[англ.] / You Are There — разные роли (в 5 эпизодах)
- 1955—1956 — Медик[англ.] / Medic — Джеймс Эллвуд Мартин (в 3 эпизодах)
- 1956 — Крестоносец[англ.] / Crusader — Клейборн (в эпизоде The Counterfeiters)
- 1956—1957 — Телефонное время[англ.] / Telephone Time — Чарльз Фолк (в 2 эпизодах)
- 1956, 1959 — Шоу Лоретты Янг[англ.] / The Loretta Young Show — разные роли (в 4 эпизодах)
- 1956—1957, 1959—1960, 1969 — Дымок из ствола / Gunsmoke — разные роли (в 5 эпизодах[англ.])
- 1957 — Театр звёзд Шлица[англ.] / Schlitz Playhouse of Stars — капитан Ларри Хартмен (в эпизоде Sometimes You Break Even)
- 1957 — Вертолёты[англ.] / Whirlybirds — Ральф Корен (в эпизоде Superstition Mountain)
- 1957 — Театр «Файрсайд»[англ.] / Fireside Theatre — Марти Белмонт (в 2 эпизодах)
- 1957 — Миллионер[англ.] / The Millionaire — Тед МакАллистер (в эпизоде Millionaire Ted McAllister)
- 1957 — Кульминация![англ.] / Climax! — Ральф Гривс (в эпизоде The High Jungle)
- 1957 — Театр Зейна Грея[англ.] / Dick Powell's Zane Grey Theatre — Бёрк (в эпизоде Blood in the Dust)
- 1957 — Команда М[англ.] / M Squad — сержант полиции Барт Уайлендер (в эпизоде The Matinee Trade)
- 1958 — Есть оружие — будут и путешествия[англ.] / Have Gun – Will Travel — Джин Морган (в эпизоде The Reasonable Man)
- 1958 — Суд последней надежды[англ.] / The Court of Last Resort — Джейкоб Лавлесс (в выпуске The Jacob Loveless Case)
- 1958 — Тонкий человек[англ.] / The Thin Man — доктор Найлс (в эпизоде Robot Client)
- 1958 — Подозрение[англ.] / Suspicion — лейтенант полиции (в эпизоде Fraction of a Second)
- 1958 — Театр 90[англ.] / Playhouse 90 — Джордж Уилсон (в эпизоде The Great Gatsby)
- 1958 — Студия Один[англ.] / Studio One — Фред Гарнет (в эпизоде No Place to Run)
- 1958 — Бэт Мастерсон[англ.] / Bat Masterson — Игэн (в эпизоде Trail Pirate)
- 1958—1959, 1961, 1963—1965 — Перри Мейсон / Perry Mason — разные роли (в 6 эпизодах)
- 1959 — Чёрное Седло[англ.] / Black Saddle — разные роли (в 2 эпизодах)
- 1959—1960 — Шаг за грань[англ.] / Alcoa Presents: One Step Beyond — разные роли (в 2 эпизодах)
- 1959—1960 — Бронко[англ.] / Bronco — разные роли (в 2 эпизодах)
- 1960 — Шайенн[англ.] / Cheyenne — полковник Джордж Кастер (в 2 эпизодах)
- 1960 — Сумеречная зона / The Twilight Zone — Лес Гудмен (в эпизоде The Monsters Are Due on Maple Street[англ.])
- 1960 — Мистер Счастливчик[англ.] / Mr. Lucky — Винсент Бенсон (в эпизоде His Maiden Voyage)
- 1960 — Петля![англ.] / Tightrope! — Рой Эванс (в эпизоде The Hired Guns)
- 1960 — Речной корабль[англ.] / Riverboat — Гоулд Дженнингс (в эпизоде The Water of Gorgeous Springs)
- 1960—1961 — Бунтарь[англ.] / The Rebel — разные роли (в 2 эпизодах)
- 1961, 1963—1964 — Караван повозок[англ.] / Wagon Train — разные роли (в 3 эпизодах[англ.])
- 1962 — Законник[англ.] / Lawman — Картер Бэнкс (в эпизоде The Unmasked)
- 1963 — Империя[англ.] / Empire — доктор Форсайт (в эпизоде The Four Thumbs Story)
- 1963 — За гранью возможного / The Outer Limits — доктор Джонас Темпл (в эпизоде Corpus Earthling[англ.])
- 1963 — Театр саспенса Крафта[англ.] / Kraft Suspense Theatre — Карл Хаген (в эпизоде The Name of the Game)
- 1963, 1965 — Альфред Хичкок представляет / Alfred Hitchcock Presents — разные роли (в 2 эпизодах)
- 1964 — Дочь фермера[англ.] / The Farmer's Daughter — разные роли (в 2 эпизодах)
- 1964—1965 — Сыромятная плеть / Rawhide — разные роли (в 3 эпизодах[англ.])
- 1964, 1966 — Доктор Килдейр[англ.] / Dr. Kildare — разные роли (в 4 эпизодах)
- 1965 — Беглец / The Fugitive — Клив Логан (в эпизоде Everybody Gets Hit in the Mouth Sometime)
- 1965 — Шоу Донны Рид / The Donna Reed Show — мистер Дэлтон (в эпизоде The Mysterious Smile)
- 1965 — Главный госпиталь / General Hospital — доктор Джон Прентайс (в 2 эпизодах)
- 1965 — Бонанза / Bonanza — Л. Б. Меррик (в эпизоде Five Sundowns to Sunup[англ.])
- 1965, 1968 — Путешествие ко дну моря / Voyage to the Bottom of the Sea — разные роли (в 2 эпизодах)
- 1966 — Вирджинец[англ.] / The Virginian — сенатор Миллс (в эпизоде No Drums, No Trumpets[англ.])
- 1966 — Человек от Д.Я.Д.И.[англ.] / The Man from U.N.C.L.E. — мистер Плеть (в эпизоде The Sort of Do-It-Yourself Dreadful Affair[англ.])
- 1966 — К.О.Т.[англ.] / T.H.E. Cat — мужчина с белыми глазами (в эпизоде Brotherhood)
- 1966 — Моя жена меня приворожила / Bewitched — Борис (в эпизоде Twitch or Treat)
- 1966, 1968, 1970—1971, 1973 — Миссия невыполнима / Mission: Impossible — разные роли (в 5 эпизодах)
- 1968 — Захватчики[англ.] / The Invaders — Доркас (в эпизоде The Organization)
- 1968 — Защитник Джадд[англ.] / Judd, for the Defense — доктор Филип Тарстон (в эпизоде In a Puff of Smoke)
- 1968 — Дикий, дикий Вест[англ.] / The Wild Wild West — Гидеон Стикс (в эпизоде The Night of the Camera[англ.])
- 1968—1969 — ФБР / The F.B.I. — разные роли (в 3 эпизодах)
- 1968, 1970, 1973—1974 — Менникс[англ.] / Mannix — разные роли (в 4 эпизодах[англ.])
- 1969 — Лансер[англ.] / Lancer — Пит Бонелл (в эпизоде The Fix-It Man)
- 1969 — Звёздный путь / Star Trek — Сурак[англ.] (в эпизоде The Savage Curtain[англ.])[11]
- 1969 — Молодые адвокаты[англ.] / The Young Lawyers — окружной прокурор (в т/ф-пилоте с одноимённым названием)
- 1969 — Название игры[англ.] / The Name of the Game — шериф Лукас (в эпизоде Laurie Marie[англ.])
- 1969 — Ночная галерея[англ.] / Night Gallery — Карсон (в новелле «Кладбище»)
- 1970—1971 — Гавайи 5-O / Hawaii Five-O — разные роли (в 3 эпизодах[англ.])
- 1971 — Отряд «Стиляги»[англ.] / The Mod Squad — Джонатан Карр (в эпизоде The Price of Love[англ.])
- 1972 — Ночной охотник[англ.] / The Night Stalker — Янош Скорцени, вампир
- 1973 — Ночная галерея[англ.] / Night Gallery — Брэндон (в эпизоде The Doll of Death)
- 1973 — Улицы Сан-Франциско / The Streets of San Francisco — МакКлейн (в эпизоде Going Home[англ.])
- 1973—1974 — Полицейская история[англ.] / Police Story — разные роли (в 4 эпизодах[англ.])
- 1974 — Кунг-фу[англ.] / Kung Fu — Кайл Тармонд (в эпизоде Night of the Owls, Day of the Doves[англ.])
- 1974 — Оуэн Маршалл, советник адвокатов[англ.] / Owen Marshall, Counselor at Law — Уэсли Стидмен (в эпизоде The Desertion of Keith Ryder)
- 1974 — Айронсайд[англ.] / Ironside — лейтенант Том Хаббард (в 2 эпизодах[англ.])
- 1975 — Детектив Кэннон[англ.] / Cannon — доктор Прайдмен (в эпизоде Lady on the Run)
- 1975—1976 — Гарри О.[англ.] / Harry O — разные роли (в 2 эпизодах)
- 1977 — Удивительный Говард Хьюз[англ.] / The Amazing Howard Hughes — сенатор Брюстер
- 1977 — Досье детектива Рокфорда / The Rockford Files — Плотва (в эпизоде Hotel of Fear[англ.])

### Актёр на широком экране
- 1954 — Время без войны[англ.] / A Time Out of War — Крейг (к/м)
- 1956 — Алый час / The Scarlet Hour — криминалист-лаборант (в титрах не указан)
- 1956 — Ночной кошмар / Nightmare — капитан Уорнер
- 1956 — Человек из Дель-Рио[англ.] / Man from Del Rio — Дэн Ритчи (в титрах не указан)
- 1956 — Дыба[англ.] / The Rack — майор Байрон Филлипс
- 1957 — Правдивая история Джесси Джеймса[англ.] / The True Story of Jesse James — адвокат Уокер
- 1958 — Правдивая история Линна Стюарта[англ.] / The True Story of Lynn Stuart — лейтенант полиции Джим Хэгэн
- 1959 — Высота Порк Чоп Хилл / Pork Chop Hill — лейтенант-полковник[англ.]* Дэвис, командир батальона
- 1961 — Битва на Кровавом пляже[англ.] / Battle at Bloody Beach — Пелхэм
- 1962 — Сладкоголосая птица юности[англ.] / Sweet Bird of Youth — Бен Джексон
- 1963 — Капитан Ньюмен, доктор медицины / Captain Newman, M.D. — майор Доуз (в титрах не указан)
- 1966 — Альварес Келли[англ.] / Alvarez Kelly — генерал Кауц
- 1967 — Возвращение Стрелка[англ.] / Return of the Gunfighter — Ломакс
- 1969 — Атака тысячи самолётов[англ.] / The Thousand Plane Raid — генерал Конуэй
- 1974 — Учительница[англ.] / The Teacher — шериф Мёрфи
- 1978 — Кулак / F.I.S.T. — адвокат

### Звукооператор
- 1965 — На страже смерти[англ.] / Deathwatch